# Ležácké veršování
Ležácké veršování je recitační soutěž určená dětem. Probíhá v Ležákách u příležitosti Dne válečných veteránů. Přehlídky se účastní soutěžící do nejvýše 15 let věku, přičemž jednotliví soutěžící jsou rozděleni do kategorií 1. až 3. ročník, dále 4. až 6. ročník a 7. až 9. ročník. Záštitu nad kláním převzal český herec Josef Somr. Pořádáním soutěže chce správa památníku v Ležákách oslovit a přilákat děti a mládež.